# Basketball Bundesliga de 2020-21
A Temporada 2020–21 da Basketball Bundesliga (BBL) foi a 55ª edição da principal competição de basquetebol masculino na Alemanha disputada entre 6 de novembro de 2020 a 13 de junho de 2021.
A liga oficialmente chama-se Easycredit BBL por motivos de patrocinadores.

## Equipes participantes
| Clube                         | Arena                 | Localização  |
| ----------------------------- | --------------------- | ------------ |
| ALBA Berlin                   | Arena Mercedes Benz   | Berlim       |
| Basketball Löwen Braunschweig | Volkswagen Halle      | Brunsvique   |
| BG Göttingen                  | Sparkassen Arena      | Gotinga      |
| Brose Bamberg                 | Brose Arena           | Bamberga     |
| EWE Baskets Oldenburg         | EWE Arena             | Oldemburgo   |
| FC Bayern München             | Audi Dome             | Munique      |
| FRAPORT Skyliners             | Fraport Arena         | Francoforte  |
| JobStairs GIESSEN 46ers       | Sporthalle Gießen-Ost | Giesen       |
| HAKRO Crailsheim Merlins      | Arena Hohenlohe       | Crailsheim   |
| Niners Chemnitz               | Chemnitz Arena        | Chemnitz     |
| Hamburg Towers                | edel-optics.de-Arena  | Hamburgo     |
| medi Bayreuth                 | Oberfrankenhalle      | Bayreuth     |
| MHP Riesen Ludwigsburg        | MHPArena              | Ludwigsburgo |
| RASTA Vechta                  | RASTA Dome            | Vechta       |
| ratiopharm Ulm                | Arena Ulm             | Ulm          |
| s.Oliver Würzburg             | s.Oliver Arena        | Wurtzburgo   |
| SYNTAINICS MBC                | Stadthalle Weißenfels | Weißenfels   |
| Telekom Baskets Bonn          | Telekom Dome          | Bona         |

|  |                                         |
|  | Promovido da ProA na temporada anterior |

| Casa\Visitante           | ALB    | BRA    | GOT    | BRO    | EWE     | MUN    | FRA    | GIE    | HAM   | HAK     | MED     | MHP    | NNC    | SYN    | RAS    | RAT    | SOL    | TEL    |
| ------------------------ | ------ | ------ | ------ | ------ | ------- | ------ | ------ | ------ | ----- | ------- | ------- | ------ | ------ | ------ | ------ | ------ | ------ | ------ |
| ALBA Berlin              |        | 82-87  | 89-58  | 82-70  | 81-89   | 85-72  | 79-66  | 92-82  | 68-75 | 100-62  | 80-68   | 79-78  | 83-65  | 93-82  | 86-70  | 93-83  | 99-85  | 97-74  |
| Basketball Braunschweig  | 76-82  |        | 91-102 | 85-75  | 83-111  | 79-94  | 80-68  | 93-85  | 63-74 | 75-108  | 90-79   | 71-107 | 93-77  | 91-104 | 96-78  | 94-92  | 90-80  | 93-94  |
| BG Göttingen             | 75-86  | 79-76  |        | 87-80  | 73-89   | 90-102 | 89-93  | 79-98  | 94-98 | 81-109  | 95-99   | 81-90  | 68-55  | 85-93  | 90-102 | 74-98  | 96-73  | 102-99 |
| Brose Bamberg            | 76-67  | 98-84  | 84-106 |        | 78-85   | 92-93  | 78-62  | 99-90  | 64-76 | 70-77   | 67-73   | 94-93  | 93-86  | 95-80  | 104-76 | 88-74  | 81-66  | 80-66  |
| EWE Baskets Oldenburg    | 86-89  | 101-89 | 98-77  | 100-99 |         | 100-95 | 86-69  | 93-97  | 89-88 | 73-90   | 80-73   | 75-89  | 119-73 | 87-79  | 101-71 | 75-93  | 124-84 | 106-87 |
| FC Bayern München        | 62-100 | 83-85  | 90-72  | 84-70  | 108-102 |        | 84-58  | 93-71  | 85-71 | 103-105 | 83-62   | 93-70  | 77-76  | 85-66  | 90-78  | 64-98  | 97-76  | 78-69  |
| FRAPORT Skyliners        | 60-94  | 103-98 | 81-63  | 76-86  | 59-82   | 52-75  |        | 82-79  | 96-89 | 92-84   | 104-86  | 80-94  | 76-89  | 76-81  | 84-75  | 68-87  | 72-80  | 84-79  |
| JobStairs GIESSEN 46ers  | 96-102 | 91-103 | 90-92  | 99-106 | 82-97   | 95-94  | 75-74  |        | 78-95 | 82-101  | 97-92   | 80-89  | 83-95  | 93-105 | 100-82 | 81-106 | 73-74  | 75-92  |
| Hamburg Towers           | 90-75  | 84-81  | 93-91  | 78-75  | 80-74   | 91-86  | 98-70  | 100-79 |       | 89-72   | 92-95   | 67-73  | 75-95  | 105-78 | 92-74  | 69-73  | 95-83  | 71-78  |
| HAKRO Merlins Crailsheim | 77-101 | 75-69  | 89-77  | 101-95 | 94-80   | 74-79  | 76-64  | 102-77 | 85-79 |         | 82-77   | 68-58  | 88-76  | 77-82  | 98-81  | 86-84  | 84-94  | 91-88  |
| medi Bayreuth            | 69-71  | 64-77  | 80-82  | 88-97  | 82-91   | 78-98  | 81-58  | 99-110 | 90-83 | 77-81   |         | 70-89  | 85-72  | 99-81  | 95-79  | 93-99  | 87-93  | 83-77  |
| MHP Riesen Ludwigsburg   | 78-71  | 81-74  | 100-73 | 83-75  | 98-87   | 91-77  | 106-69 | 99-85  | 86-65 | 97-88   | 97-92   |        | 96-60  | 93-74  | 85-73  | 89-87  | 87-72  | 89-73  |
| Niners Chemnitz          | 81-91  | 87-83  | 99-103 | 85-82  | 92-98   | 85-83  | 70-83  | 71-95  | 98-97 | 73-85   | 61-83   | 91-114 |        | 96-79  | 89-77  | 70-85  | 67-76  | 93-92  |
| Syntainics MBC           | 82-96  | 91-93  | 85-99  | 89-100 | 72-87   | 84-96  | 89-94  | 102-81 | 80-85 | 66-84   | 123-114 | 80-93  | 84-86  |        | 82-72  | 92-104 | 85-73  | 97-103 |
| RASTA Vechta             | 81-82  | 71-80  | 79-103 | 90-82  | 80-82   | 78-93  | 72-96  | 97-84  | 82-88 | 81-98   | 89-92   | 66-84  | 82-69  | 84-80  |        | 92-77  | 80-88  | 69-80  |
| ratiopharm Ulm           | 76-84  | 91-57  | 93-64  | 67-74  | 86-89   | 77-81  | 80-76  | 109-79 | 89-76 | 93-78   | 104-76  | 77-83  | 102-63 | 102-73 | 74-73  |        | 88-64  | 73-72  |
| s.Oliver Würzburg        | 79-99  | 89-93  | 82-87  | 82-78  | 66-116  | 70-74  | 66-95  | 101-82 | 61-90 | 80-86   | 75-90   | 72-82  | 83-84  | 68-80  | 62-95  | 77-90  |        | 73-83  |
| Telekom Baskets Bonn     | 75-80  | 78-85  | 102-87 | 82-86  | 92-97   | 71-89  | 85-73  | 81-68  | 63-93 | 84-93   | 76-91   | 82-86  | 86-62  | 83-66  | 94-89  | 81-94  | 77-89  |        |

### Classificação Temporada Regular
| Pos. | Clube                    | J  | V  | D  | P+ / P-     | SP   | Classificação         |
| ---- | ------------------------ | -- | -- | -- | ----------- | ---- | --------------------- |
| 1    | MHP Riesen Ludwigsburg   | 34 | 30 | 4  | 3027 : 2621 | 406  | Playoffs              |
| 2    | ALBA Berlin              | 34 | 28 | 6  | 2938 : 2585 | 353  | Playoffs              |
| 3    | EWE Baskets Oldenburg    | 34 | 25 | 9  | 3149 : 2848 | 301  | Playoffs              |
| 4    | FC Bayern München        | 34 | 24 | 10 | 2940 : 2721 | 219  | Playoffs              |
| 5    | HAKRO Merlins Crailsheim | 34 | 24 | 10 | 2945 : 2797 | 148  | Playoffs              |
| 6    | ratiopharm Ulm           | 34 | 23 | 11 | 3005 : 2648 | 357  | Playoffs              |
| 7    | Hamburg Towers           | 34 | 21 | 13 | 2891 : 2723 | 168  | Playoffs              |
| 8    | Brose Bamberg            | 34 | 17 | 17 | 2871 : 2812 | 59   | Playoffs              |
| 9    | Basketball Braunschweig  | 34 | 16 | 18 | 2857 : 2958 | -101 |                       |
| 10   | medi Bayreuth            | 34 | 15 | 19 | 2867 : 2877 | -10  |                       |
| 11   | FRAPORT Skyliners        | 34 | 13 | 21 | 2613 : 2815 | -202 |                       |
| 12   | BG Göttingen             | 34 | 13 | 21 | 2874 : 3065 | -191 |                       |
| 13   | Telekom Baskets Bonn     | 34 | 12 | 22 | 2798 : 2882 | -84  |                       |
| 14   | Niners Chemnitz          | 34 | 12 | 22 | 2691 : 2979 | -288 |                       |
| 15   | Syntainics MBC           | 34 | 9  | 25 | 2813 : 3057 | -244 |                       |
| 16   | s.Oliver Würzburg        | 34 | 9  | 25 | 2636 : 2986 | -350 |                       |
| 17   | JobStairs GIESSEN 46ers  | 34 | 8  | 26 | 2912 : 3191 | -279 |                       |
| 18   | RASTA Vechta             | 34 | 7  | 27 | 2718 : 2980 | -262 | Rebaixado para a ProA |

## Playoffs

### Confrontos
|  | Quartas de final  | Quartas de final         | Quartas de final  |             |                       | Semifinais             | Semifinais | Semifinais |  |  | Final   | Final             | Final |
|  |                   |                          |                   |             |                       |                        |            |            |  |  |         |                   |       |
|  |                   |                          |                   |             |                       |                        |            |            |  |  |         |                   |       |
|  | Baden-Württemberg | MHP Riesen Ludwigsburg   | 3                 |             |                       |                        |            |            |  |  |         |                   |       |
|  | Baviera           | Brose Bamberg            | 2                 |             |                       |                        |            |            |  |  |         |                   |       |
|  | Baviera           | Brose Bamberg            | 2                 |             | Baden-Württemberg     | MHP Riesen Ludwigsburg | 1          |            |  |  |         |                   |       |
|  |                   |                          |                   |             | Baden-Württemberg     | MHP Riesen Ludwigsburg | 1          |            |  |  |         |                   |       |
|  |                   | Baviera                  | FC Bayern München | 3           |                       |                        |            |            |  |  |         |                   |       |
|  | Baviera           | Baviera                  | FC Bayern München | 3           | FC Bayern München     | 3                      |            |            |  |  |         |                   |       |
|  | Baviera           |                          |                   |             | FC Bayern München     | 3                      |            |            |  |  |         |                   |       |
|  | Baden-Württemberg | HAKRO Merlins Crailsheim | 1                 |             |                       |                        |            |            |  |  |         |                   |       |
|  |                   |                          |                   |             |                       |                        |            |            |  |  | Baviera | FC Bayern München | 1     |
|  |                   |                          | Berlim            | ALBA Berlin | 3                     |                        |            |            |  |  |         |                   |       |
|  | Berlim            | ALBA Berlin              | 3                 |             |                       |                        |            |            |  |  |         |                   |       |
|  | Hamburgo          | Hamburg Towers           | 0                 |             |                       |                        |            |            |  |  |         |                   |       |
|  | Hamburgo          | Hamburg Towers           | 0                 |             | Berlim                | ALBA Berlin            | 3          |            |  |  |         |                   |       |
|  |                   |                          |                   |             | Berlim                | ALBA Berlin            | 3          |            |  |  |         |                   |       |
|  |                   | Baden-Württemberg        | ratiopharm Ulm    | 1           |                       |                        |            |            |  |  |         |                   |       |
|  | Baixa Saxônia     | Baden-Württemberg        | ratiopharm Ulm    | 1           | EWE Baskets Oldenburg | 1                      |            |            |  |  |         |                   |       |
|  | Baixa Saxônia     |                          |                   |             | EWE Baskets Oldenburg | 1                      |            |            |  |  |         |                   |       |
|  | Baden-Württemberg | ratiopharm Ulm           | 3                 |             |                       |                        |            |            |  |  |         |                   |       |

#### Quartas de final
| Time 1                 | Série | Time 2                   | 1º Jogo | 2º Jogo | 3º Jogo | 4º Jogo | 5º Jogo |
| ---------------------- | ----- | ------------------------ | ------- | ------- | ------- | ------- | ------- |
| MHP Riesen Ludwigsburg | 3 - 2 | Brose Bamberg            | 83 - 69 | 86 - 83 | 60 - 96 | 84 - 87 | 95 - 73 |
| FC Bayern München      | 3 - 1 | HAKRO Merlins Crailsheim | 86 - 66 | 83 - 79 | 82 - 96 | 86 - 72 | -       |
| ALBA Berlin            | 3 - 0 | Hamburg Towers           | 82 - 59 | 95 - 83 | 85 - 73 | -       | -       |
| EWE Baskets Oldenburg  | 1 - 3 | ratiopharm Ulm           | 88 - 93 | 77 - 75 | 66 - 70 | 88 - 96 | -       |

#### Semifinal
| Time 1                 | Série | Time 2            | 1º Jogo  | 2º Jogo | 3º Jogo | 4º Jogo | 5º Jogo |
| ---------------------- | ----- | ----------------- | -------- | ------- | ------- | ------- | ------- |
| MHP Riesen Ludwigsburg | 3 - 1 | FC Bayern München | 101 - 98 | 72 - 82 | 78 - 81 | 73 - 82 | -       |
| ALBA Berlin            | 3 - 1 | ratiopharm Ulm    | 71 - 73  | 92 - 78 | 80 - 72 | 77 - 75 | -       |

#### Final
| Time 1            | Série | Time 2      | 1º Jogo | 2º Jogo | 3º Jogo | 4º Jogo | 5º Jogo |
| ----------------- | ----- | ----------- | ------- | ------- | ------- | ------- | ------- |
| FC Bayern München | 1 - 3 | ALBA Berlin | 86 - 89 | 76 - 66 | 69 - 81 | 75 - 77 | -       |

## Campeões
| Easycredit BBL 2020-21 Campeões |
| ------------------------------- |
| ALBA Berlin 10º Título          |

## Equipes rebaixadas para a2.Bundesliga ProAna temporada 2021-22
- RASTA Vechta

## Clubes alemães em competições europeias
| Clube          | Competição        | Resultado                                                |
| -------------- | ----------------- | -------------------------------------------------------- |
| FC Bayern      | EuroLiga          | Eliminado - Quartas de finais 2-3 para Olimpia Milão     |
| Alba Berlin    | EuroLiga          | Eliminado - Temporada Regular como 15º com 12v - 22d     |
| ratiopharm Ulm | EuroCopa          | Eliminado - Temporada Regular como 5º no grupo B (4v-6d) |
| Brose Bamberg  | Liga dos Campeões | Eliminado - Top 16 como 3º no Gr. L (2v-4d)              |
| -              | Copa Europeia     |                                                          |

## Final Four BBL Pokal - Munique 2021
|  | Meias-finais | Meias-finais      | Meias-finais |    |         | Final             | Final | Final |
|  |              |                   |              |    |         |                   |       |       |
|  | 1            | ratiopharm Ulm    | 102          |    |         |                   |       |       |
|  | 4            | FC Bayern München | 104          |    |         |                   |       |       |
|  |              |                   |              |    | Baviera | FC Bayern München | 85    |       |
|  |              | Berlim            | ALBA Berlin  | 79 |         |                   |       |       |
|  | 2            | BG Göttingen      | 96           |    |         |                   |       |       |
|  | 3            | ALBA Berlin       | 112          |    |         |                   |       |       |

## Campeões
| Magenta Sport BBL Pokal 2020-21 Campeões |
| ---------------------------------------- |
| FC Bayern München 3º Título              |